# Apodopsyllus unguiformis
Apodopsyllus unguiformis is een eenoogkreeftjessoort uit de familie van de Paramesochridae. De wetenschappelijke naam van de soort is voor het eerst geldig gepubliceerd in 1978 door Coull & Hogue.